# Guitang Zhen
Guitang Zhen (kinesiska: 桂塘镇) är en köping i Kina. Den ligger i provinsen Hunan, i den södra delen av landet, omkring 380 kilometer väster om provinshuvudstaden Changsha. Antalet invånare är 17646. Befolkningen består av 8 549 kvinnor och 9 097 män. Barn under 15 år utgör 23,0 %, vuxna 15-64 år 68 %, och äldre över 65 år 8,0 %.
Genomsnittlig årsnederbörd är 1 681 millimeter. Den regnigaste månaden är maj, med i genomsnitt 292 mm nederbörd, och den torraste är december, med 20 mm nederbörd.